# Ash And Blue
「Ash And Blue」（アッシュ・アンド・ブルー）は、浜田麻里の22枚目のシングル。トライエム／Midget Houseから2003年7月30日に発売された。

## 制作、プロモーション
アルバム『Sense Of Self』からの先行シングルとしてリリースされた。
デビュー20周年の一環として、ベスト・アルバム『INCLINATION II』（2003年）に続く3か月連続リリース第2弾として、抽選でサイン入りオリジナルグッズがプレゼントされた。

## 批評
| 専門評論家によるレビュー | 専門評論家によるレビュー |
| レビュー・スコア         | レビュー・スコア         |
| 出典                     | 評価                     |
| ------------------------ | ------------------------ |
| CDジャーナル             | 肯定的                   |

『CDジャーナル』は、楽曲に関して「全盛期に立ち返ったかのブライトな艶のあるメロディアスなハード・ロック曲で、長年のファンの想いにズバリ応える内容だ」としたうえで、歌唱力に関しては「変わらぬキュート・ヴォイスが映える」といずれも肯定的な評価をしている。

## 収録曲
| 全作詞: 浜田麻里。 |                         |           |          |      |
| #                  | タイトル                | 作詞      | 作曲     | 時間 |
| 1.                 | 「Ash And Blue」        | 浜田麻里  | 大槻啓之 | 3:50 |
| 2.                 | 「Necessary Condition」 | 浜田麻里  | 大槻啓之 | 4:46 |
| 3.                 | 「Stardust」            | 浜田麻里  | 浜田麻里 | 5:28 |
| 合計時間:          | 合計時間:               | 合計時間: | 14:04    |      |